# Милош Милиновић
Милош Милиновић (Земун, 12. јула 1984) српски је фудбалски голман, који тренутно наступа за Први мај из Руме.

## Трофеји и награде

### Клупски
Нови Сад
- Српска лига Војводина: 2006/07.[7]

### Појединачно
- Признање за једног од 10 најбољих спортиста сениора са подручја Срема, током 2012. године, у избору Сремских новина[8]